# Beth Heiden
Beth Heiden (n. 27 septembrie 1959, Madison, Wisconsin, SUA) este o sportivă americană, medaliată olimpică. A participat la 2 ediții ale Jocurilor Olimpice (1976, 1980) în care a câștigat o medalie de bronz.